# 蘇利民 (醫院管理局)
蘇利民（Shane Solomon，20世纪—），澳大利亚公民，由2006年開始出任香港醫院管理局（醫管局）行政總裁，任期3年（於2009年續約3年），年薪410萬港元。是第一位以非香港人和非醫生的身份出任該職位。
蘇利民據稱善於醫療改革。蘇利民畢業於澳洲墨爾本大學，獲取社會工作學士及文學碩士（公共政策）一級榮譽學位。他曾任澳洲某醫療集團行政總裁，管理公營及私營醫院、老人護理、公共精神衛生，及社區服務。 蘇利民的上一任工作是澳洲維多利亞省人力資源部衛生及老人福利服務。
蘇利民任期內處理了員工減薪風波、連番醫療事故、病人記錄外泄等等問題。近日一批醫管局合約員工不滿薪酬要求加薪百分之十，蘇利民以「加幅太高」為由拒絕要求，並指示已有制度去作薪金調整。
2010年7月23日突然辭職，表示因私人理由（照顧患病的岳父）要回到澳洲。他將會留任到年底，以便醫院管理局公開招聘其繼任人。

## 公職
- 香港貿易發展局
- 香港公益金